# 西龍巖
25°09′00″N 121°25′23″E / 25.150056°N 121.423036°E
西龍巖，又稱西龍巖廟、西龍巖寺、西龍寺，是一所臺灣新北市八里區的巖仔、觀音廟，為八里信仰中心之一，與八里天后宮以及八里大眾廟並稱為八里三大古廟。亦是旅遊勝地，每年春季有許多人來此賞花。

## 歷史
清朝乾隆年間，鄉民在此地建草庵奉祀觀音佛祖，祈求平安，稱此尊神像為「四丁觀音大士」，「四丁」之名不詳，地方传说此佛原为一唐山頭陀自浙江普陀山迎來，本沿途募香火，衆人举办聖像巡遊至此，四名壯丁無法扛动尊輿，故称「四丁觀音大士」，留庄供奉。
嘉慶十年（1805年）在今日本廟的山腰上建廟，不久後因參拜不易，改建於下方今址。同治三年（1864年）重修。
臺灣日治時期，明治卅六年（1903年）重修，此廟在廟中開設漢文私塾，教讀《四書五經》、《老莊》、《史記》，以嘉惠學子。
臺灣戰後時期，1952年重修。由於此廟宇有相當多昔年檀越寄付的廟產，被有心人士覬覦，據說1974年有一名信奉理教的首屆國大代表，出身國民黨特務，官拜少將，借國民黨之勢力，偽造轉讓証明書，侵佔本廟廟產，並強迫不識字的廟祝將本廟產權讓出，而後被八里鄉民代表會主席李春和發覺，告發其偽造文書，1981年，這位少將終於被法院判決敗訴，退出本廟，據說還惱怒大作狂言：「理教也信奉觀音菩薩，為何不能給理教」，不久，這位少將病死。
1991年重建，改為鋼筋水泥建築。